# 鼠蹊
鼠蹊（groin，inguen）又称腹股沟区（inguinal region）或髂区（iliac region），是躯干和大腿之间的交界处，即人体正面腹部连接大腿交界处凹沟的附近区域，位于两侧耻骨外上方，斜向往上延伸，上外端为髂前上棘，下内端为耻骨结节；在人体解剖学上属于腹部。
腹股沟（inguinal groove）是此交界处形成的褶皱（fold）或皮褶（crease）。「腹股沟区」范围比纯粹腹股沟要大，腹股沟区呈三角形；「腹股沟」则为肉眼可见体表的明沟。
腹股沟区有深、浅的淋巴结群，为下肢、腹壁下部浅层及外生殖器等的淋巴管所汇集和经过的地方，因此上述各部分有炎症时，常波及这些淋巴结群；经由腹后壁到下肢的主要血管、股神经等都通过此处。

## 組成

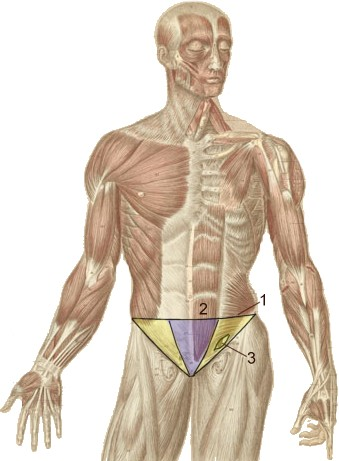
腹股沟区（黄色）；耻区（藍色）；
1 棘间平面，2 腹直肌，3 腹股沟管

腹股沟区是下腹部两侧包含腹股沟的三角形区域，内界为腹直肌外缘，上界为髂前上棘至腹直肌外缘的水平线，下界为腹股沟韧带。腹壁层次由浅及深分为7层：皮肤、浅筋膜（Camper筋膜）、深筋膜（Scarpa筋膜）、腹外斜肌及其腱膜、腹内斜肌、腹横肌、腹横筋膜、腹膜外脂肪层、腹膜。
腹股沟管为一潜在的管道，前壁为腹外斜肌腱膜和腹内斜肌，后壁为腹横筋膜和腹股沟镰，上壁为腹内斜肌、腹横肌的弓状下缘，下壁为腹股沟韧带。腹股沟管内口是解剖学名称，临床又称深环、内环、腹环，向内通往腹腔，腹股沟管外口又称浅环、外环、皮下环，向外通往阴囊。腹股沟管内有男性精索（由输精管、提睾肌和精索动静脉构成）或女性子宫圆韧带。
腹股沟三角临床多称为直疝三角，又称Hesselbach三角，由腹股沟韧带、腹直肌外缘和腹壁下动脉围成。